# Raúl López (piłkarz)
Raúl „Dedos” López Gómez (ur. 23 lutego 1993 w Zapopan) – meksykański piłkarz występujący na pozycji prawego obrońcy lub prawego pomocnika, reprezentant Meksyku, od 2025 roku zawodnik Jaiba Brava.

## Kariera klubowa
López pochodzi z miasta Zapopan leżącego w aglomeracji Guadalajary i jest wychowankiem akademii juniorskiej klubu Chivas de Guadalajara. Do pierwszej drużyny został włączony jako dwudziestolatek przez szkoleniowca Benjamína Galindo i w Liga MX zadebiutował 3 marca 2013 w zremisowanym 1:1 spotkaniu z Pumas UNAM. Nie sobie jednak wywalczyć miejsca w wyjściowym składzie, pełniąc wyłącznie rolę rezerwowego, wobec czego w styczniu 2014 udał się na wypożyczenie do drugoligowego zespołu Correcaminos UAT z siedzibą w Ciudad Victoria, gdzie spędził pół roku bez większych sukcesów. Bezpośrednio po tym został wypożyczony na sześć miesięcy do kolejnego drugoligowca – ekipy Deportivo Tepic, z którym w jesiennym sezonie Apertura 2014 dotarł do finału rozgrywek Ascenso MX, będąc jednym z ważniejszych graczy drużyny i regularnie pojawiając się na ligowych boiskach.
Po powrocie do swojego macierzystego klubu López zaczął notować regularne występy w pierwszym składzie Chivas i 1 marca 2015 w wygranej 3:0 konfrontacji z Monterrey strzelił swojego premierowego gola w najwyższej klasie rozgrywkowej. Za sprawą świetnych występów w ekipie prowadzonej przez José Manuela de la Torre, w wiosennym sezonie Clausura 2015 został wybrany odkryciem rozgrywek, a także doszedł z Chivas do finału pucharu Meksyku – Copa MX. Pół roku później, podczas jesiennego sezonu Apertura 2015, zdobył natomiast ze swoją drużyną to trofeum, w międzyczasie ugruntowując swoją pozycję jako jednego z czołowych bocznych obrońców w lidze. Już kilka miesięcy później zaczął jednak tracić pozycję na boku obrony na rzecz Jesúsa Sáncheza, zaś ogółem w barwach Chivas występował przez dwa i pół roku.
Latem 2016 López został zawodnikiem ówczesnego mistrza Meksyku – drużyny CF Pachuca (w ramach umowy między klubami, w odwrotną stronę powędrował Marco Bueno).

## Kariera reprezentacyjna
W maju 2013 López został powołany przez szkoleniowca Sergio Almaguera do reprezentacji Meksyku U-20 na prestiżowy towarzyski Turniej w Tulonie. Tam pełnił jednak niemal wyłącznie rolę rezerwowego swojej drużyny i rozegrał trzy z czterech możliwych spotkań (z czego tylko jedno w wyjściowym składzie), zaś jego kadra zajęła wówczas trzecie miejsce w liczącej pięć zespołów grupie, nie kwalifikując się do dalszych gier. Kilka tygodni później znalazł się w składzie na Mistrzostwa Świata U-20 w Turcji, gdzie wystąpił we wszystkich czterech meczach (w dwóch w pierwszej jedenastce). Meksykanie odpadli natomiast z młodzieżowego mundialu w 1/8 finału, przegrywając w nim z Hiszpanią (1:2).
W listopadzie 2014 López w barwach reprezentacji Meksyku U-23 prowadzonej przez Raúla Gutiérreza wziął udział w Igrzyskach Ameryki Środkowej i Karaibów w Veracruz. Podczas tych rozgrywek był podstawowym piłkarzem zespołu i rozegrał wszystkie pięć spotkań, zdobywając trzy gole – w fazie grupowej z Salwadorem (2:0), półfinale z Kubą (1:1, 7:6 k.) – kiedy to został bohaterem drużyny wpisując się na listę strzelców w ostatniej minucie dogrywki z rzutu wolnego – a także w finale z Wenezuelą (4:1), po którym jego drużyna zdobyła złoty medal, zaś on sam został wicekrólem strzelców męskiego turnieju piłkarskiego. W październiku 2015 znalazł się w składzie na północonamerykański turniej eliminacyjny do Igrzysk Olimpijskich, podczas którego miał niepodważalne miejsce w linii defensywy – wystąpił we wszystkich pięciu meczach, dwukrotnie wpisując się na listę strzelców – w fazie grupowej z Haiti (1:0) i Hondurasem (2:1). Meksykanie triumfowali natomiast w kwalifikacjach, po ponownym – tym razem w finale – pokonaniu Honduran (2:0). W sierpniu 2016 awaryjnie wziął udział w Igrzyskach Olimpijskich w Rio de Janeiro, już w trakcie turnieju zastępując kontuzjowanego Rodolfo Pizarro. Rozegrał wówczas jedno spotkanie, zaś jego drużyna odpadła z męskich rozgrywek piłkarskich już w fazie grupowej.
W seniorskiej reprezentacji Meksyku López zadebiutował za kadencji kolumbijskiego selekcjonera Juana Carlosa Osorio, 13 listopada 2015 w wygranym 3:0 spotkaniu z Salwadorem, w ramach eliminacji do Mistrzostw Świata 2018.

## Statystyki kariery

### Klubowe
| Guadalajara | 2012–2013 | Meksyk | Liga MX    | 4  | 0 | —  | — | —   | — | — | 4  | 0 |
| Guadalajara | 2013–2014 | Meksyk | Liga MX    | 0  | 0 | 1  | 0 | —   | — | — | 1  | 0 |
| UAT         | 2013–2014 | Meksyk | Ascenso MX | 15 | 1 | 5  | 0 | —   | — | — | 20 | 1 |
| Tepic       | 2014–2015 | Meksyk | Ascenso MX | 13 | 1 | 3  | 0 | —   | — | — | 16 | 1 |
| Guadalajara | 2014–2015 | Meksyk | Liga MX    | 21 | 1 | —  | — | —   | — | — | 21 | 1 |
| Guadalajara | 2015–2016 | Meksyk | Liga MX    | 26 | 2 | 8  | 0 | —   | — | — | 34 | 2 |
| Pachuca     | 2016–2017 | Meksyk | Liga MX    | 0  | 0 | 0  | 0 | LMC | 0 | 0 | 0  | 0 |
| Ogółem      | Ogółem    | Ogółem | Ogółem     | 79 | 5 | 17 | 0 | LMC | 0 | 0 | 96 | 5 |

- LMC – Liga Mistrzów CONCACAF

### Reprezentacyjne
| Meksyk | Meksyk | 2015   | — | — | 1 | 0 | — | — | — | 1 | 0 |
| Ogółem | Ogółem | Ogółem | — | — | 1 | 0 | — | — | — | 1 | 0 |